# Đồng bằng sông Snake
Sông Snake là một con sông lớn của Đại Tây Bắc Thái Bình Dương ở Hoa Kỳ. Với chiều dài 1.078 dặm (1.735 km), nó là chi lưu lớn nhất của sông Columbia, là sông lớn nhất Bắc Mỹ đổ ra Thái Bình Dương. Bắt nguồn từ tây Wyoming, sông chảy qua  đồng bằng sông Snake sau đó qua hẻm núi Hells lởm chởm và các đồi Palouse đến cửa sông của nó tại Tri-Cities của tiểu bang Washington. Lưu vực thoát nước của nó bao gồm các khu vực của sáu tiểu bang Hoa Kỳ, và xả trung bình của nó là hơn 54.000 mét khối mỗi giây (1.500 m³/s).